# T-ara Japan Tour 2013: Treasure Box
T-ara Japan Tour 2013: Treasure Box (estilizado como T-ARA JAPAN TOUR 2013 ～Treasure Box～) é a segunda turnê japonesa do girl group sul-coreano T-ara, para promover seu segundo álbum de estúdio em japonês, Treasure Box (2013). A turnê iniciará em 4 de setembro de 2013, no Fukuoka Sun Palace, e terminará em 27 de setembro, no Nippon Budokan em Tóquio.

## Datas da turnê
| Data                   | Cidade  | País  | Local                               |
| ---------------------- | ------- | ----- | ----------------------------------- |
| 4 de setembro de 2013  | Fukuoka | Japão | Fukuoka Sun Palace Hotel and Hall   |
| 5 de setembro de 2013  | Fukuoka | Japão | Fukuoka Sun Palace Hotel and Hall   |
| 7 de setembro de 2013  | Kōbe    | Japão | World Memorial Hall                 |
| 8 de setembro de 2013  | Kōbe    | Japão | World Memorial Hall                 |
| 10 de setembro de 2013 | Sapporo | Japão | Nitori Cultural Hall                |
| 11 de setembro de 2013 | Sapporo | Japão | Nitori Cultural Hall                |
| 15 de setembro de 2013 | Nagoia  | Japão | Nagoya Congress Center Century Hall |
| 26 de setembro de 2013 | Tóquio  | Japão | Nippon Budokan                      |
| 27 de setembro de 2013 | Tóquio  | Japão | Nippon Budokan                      |